# Xystrota noctuata
Xystrota noctuata là một loài bướm đêm trong họ Geometridae.